# Ochlerotatus triseriatus
Ochlerotatus triseriatus cũng có tên đồng nghĩa là Aedes triseriatus là một thành viên của họ Culicidae. Loài này là một loài muỗi đẻ trong hốc cây ở phía đông Bắc Mỹ. Nó là loài vật trung gian của LaCrosse Encephalitis.